# 2012-es ABU TV-s Dalfesztivál
A 2012-es ABU TV-s Dalfesztivál volt az első ABU TV-s Dalfesztivál, melyet Dél-Korea fővárosában, Szöulban rendeztek meg. A fesztiválra 2012. október 21-én került sor. A helyszín a KBS Concert Hall volt. Érdekesség, hogy tíz nappal korábban ugyanitt rendezték a 2012-es ABU Rádiós Dalfesztivált is.

## A helyszín és a verseny
A fesztivál pontos helyszíne a Dél-Korea fővárosában, Szöulban található KBS Concert Hall volt, ami 1 824 fő befogadására alkalmas.
A Rádiós Dalfesztivállal ellentétben a TV-s Dalfesztivál nem egy verseny, hanem egy gálaműsor, ahol az országok nevezett dalaikat mutatják be.

## A résztvevők
Az első verseny mezőnyét tizenegy ország (Afganisztán, Ausztrália, Dél-Korea, Hongkong, Indonézia, Japán, Kína, Malajzia, Srí Lanka, Szingapúr és Vietnám) alkotta.
Eredetileg Mongólia is indult vett volna, de még a fesztivál előtt visszaléptek.

## Térkép

Részt vevő országok

## Élő adás
| #  | Ország      | Nyelv         | Előadó                                | Dal               | Magyar fordítás        |
| -- | ----------- | ------------- | ------------------------------------- | ----------------- | ---------------------- |
| 01 | Szingapúr   | maláj         | Taufik Batisah                        | Usah lepaskan     | Ne engedd el!          |
| 02 | Ausztrália  | angol         | Havana Brown                          | We Run the Night  | Eltöltjük az éjszakát! |
| 03 | Srí Lanka   | szingaléz     | Arjuna Rookantha és Shanika Madhumali | Me jeewithe       | Ez az élet             |
| 04 | Vietnám     | vietnámi      | Lê Việt Anh                           | Mây               | Felhő                  |
| 05 | Malajzia    | maláj         | Hafiz                                 | Awan nano         | Nano-felhők            |
| 06 | Japán       | japán         | Perfume                               | Spring of Life    | Az élet tavasza        |
| 07 | Hongkong    | kantoni       | Alfred Hui                            | Ma yi             | A hangya               |
| 08 | Indonézia   | indonéz       | Maria Calista                         | Karena ku sanggup | Mert tudom             |
| 09 | Kína        | mandarin      | Cao Fujia                             | Qian gua          | Ne aggódj!             |
| 10 | Afganisztán | perzsa        | Hameed Sakhizada                      | Malestani         | A szemem               |
| 11 | Dél-Korea   | koreai, angol | TVXQ                                  | Catch Me          | Kapj el!               |

## Eredetileg részt vettek volna, de visszaléptek még a verseny előtt
| Ország   | Nyelv  | Előadó | Dal         | Magyar fordítás |
| -------- | ------ | ------ | ----------- | --------------- |
| Mongólia | mongol | Naran  | Nudnii shil | Árnyalatok      |

## Közvetítés
| - Afganisztán – Radio Television Afghanistan - Ausztrália – SBS One (2012. október 28.)/SBS Two (2012. november 1.) - Dél-Korea – KBS 1TV (2012. október 21.) - Hongkong – Television Broadcasts Limited (2012. november 10.) - Indonézia – Televisi Republik Indonesia (2012. november 3.) | - Japán – Japanese Broadcasting Corporation - Kína – Kínai Központi Televízió - Malajzia – Radio Televisyen Malaysia - Srí Lanka – MTV Channel - Szingapúr – MediaCorp Suria (2012. november) - Vietnám – Vietnam Television |